# Наніані (Душетський муніципалітет)
Наніані (груз. ნანიანი) — село в Грузії.
За даними перепису населення 2014 року в селі проживає 6 осіб.